# Lacabarède
Lacabarède – miejscowość i gmina we Francji, w regionie Oksytania, w departamencie Tarn.
Według danych na rok 1990 gminę zamieszkiwały 304 osoby, a gęstość zaludnienia wynosiła 21 osób/km² (wśród 3020 gmin regionu Midi-Pireneje Lacabarède plasuje się na 763. miejscu pod względem liczby ludności, natomiast pod względem powierzchni na miejscu 795.).